# Bitwa pod Długosiodłem (1920)
Bitwa pod Długosiodłem – walki polskiej grupy gen. Lucjana Żeligowskiego z sowieckimi 11 i 33 Dywizją Strzelców w czasie II ofensywy Frontu Zachodniego Michaiła Tuchaczewskiego w okresie wojny polsko-bolszewickiej.

## Sytuacja ogólna
W pierwszej dekadzie lipca 1920 przełamany został front polski nad Autą, a wojska Frontu Północno-Wschodniego gen. Stanisława Szeptyckiego cofały się pod naporem ofensywy Michaiła Tuchaczewskiego. Naczelne Dowództwo Wojska Polskiego nakazało powstrzymanie wojsk sowieckiego Frontu Zachodniego na linii dawnych okopów niemieckich z okresu I wojny światowej. Sytuacja operacyjna, a szczególnie upadek Wilna i obejście pozycji polskich od północy, wymusiła dalszy odwrót wojsk polskich. 1 Armia gen. Gustawa Zygadłowicza cofała się nad Niemen, a 4 Armia nad Szczarę. Obrona wojsk polskich na linii Niemna i Szczary również nie spełniła oczekiwań. W walce z przeciwnikiem oddziały polskie poniosły duże straty i zbyt wcześnie rozpoczęły wycofanie na linię Bugu.
Plan polskiego Naczelnego Dowództwa zakładał, że 1. i 4. Armia oraz Grupa Poleska powstrzymają bolszewików i umożliwią przygotowanie kontrofensywy z rejonu Brześcia. Rozstrzygającą operację na linii Bug, Ostrołęka, Omulew doradzał też gen. Maxime Weygand.
Utrata Twierdzy Brzeskiej spowodowała, że plan Naczelnego Dowództwa Wojska Polskiego uderzenia znad Bugu w skrzydło wojsk Frontu Zachodniego Michaiła Tuchaczewskiego i rozegrania tam decydującej bitwy przestał być realny. Wojska polskie cofały się nadal, a kolejną naturalną przeszkodą terenową dogodną do powstrzymania sowieckiej ofensywy była Wisła.

## Działania wojsk w rejonie Długosiodła
Walczące pod Jabłonką Kościelną oddziały grupy gen. Lucjana Żeligowskiego poniosły klęskę. 34 pułk piechoty został niemal całkowicie rozbity, a pozostałe pułki 10 Dywizji Piechoty wycofały się na pozycje na wschód od Wyszkowa. Tam 28 i 29 pułki piechoty otrzymały uzupełnienia.
Wieczorem 8 sierpnia gen. Lucjan Żeligowski wydał rozkaz dokonania wypadu na Długosiodło w celu rozbicia sowieckiej dywizji. Następnego dnia przez Przetycz na Długosiodło ruszyła IV Brygada Piechoty Legionów, a przez Augustowo – Blochy maszerował 35 pułk piechoty. Działania grupy wypadowej ubezpieczał, nacierający na Łączkę, 29 pułk piechoty.
Oddziały wypadowe utorowały sobie drogę do celu wypadu, ale odwody 11 Dywizji Strzelców twardo broniły Długosiodła. Około południa pod miejscowością doszło do ciężkich walk z oddziałami sowieckiej 33 Dywizji Strzelców. Jej 98 Brygada odrzuciła nacierający 29 pułk piechoty i zagroziła prawemu skrzydłu 35 pułku piechoty.
Ocena sytuacji dokonana przez gen. Lucjana Żeligowski skłoniła go do wydania rozkazu zaniechania działań zaczepnych i powrotu na stanowiska wyjściowe. Jednak uwikłany w walce z 98 BS polski 29 pułk piechoty nie zdążył zorganizować obrony na pozycjach pod Nową Wsią i Sowieci opanowali miejscowość, a kontynuując dalej natarcie, zmusili do odwrotu resztki 2 Dywizji Litewsko-Białoruskiej. IV Brygada Piechoty Legionów oderwała się od nieprzyjaciela dopiero po wsparciu plutonu czołgów. Do działań opóźniających wszedł także przewieziony na pole bitwy samochodami odwodowy 67 pułk piechoty.

## Bilans walk
Oddziały polskie opłaciły nieudany wypad na Długosiodło dużymi stratami. W samym 35 pułku piechoty zginęło trzech dowódców kompanii: podporucznicy Marian Tomaszewski, Bronisław Grabałowski i Stanisław Uszakiewicz oraz 18 szeregowych. Rannych zostało 2 oficerów i 42 szeregowych.
Akcja gen. Lucjana Żeligowskiego wywołała jednak  zaniepokojenie w dowództwie sowieckiej 15 Armii, które skierowało do tego rejonu 33 i 16 Dywizję Strzelców. Dywizji tych zabrakło na innych odcinkach walki.